# Božanov
Božanov település Csehországban, Náchodi járásban. Božanov Otovice, Suchý Důl, Machov, Martínkovice és Radków településekkel határos. Lakosainak száma 389 fő (2024. január 1.).

## Népesség
A település lakosságának változását az alábbi diagram mutatja:
| Lakosok száma | 1855 | 1440 | 1282 | 553  | 347  | 340  | 360  | 362  | 332  | 389  |
|               | 1869 | 1900 | 1921 | 1961 | 1980 | 2011 | 2016 | 2019 | 2021 | 2024 |